# Warrnambool
Warrnambool ist eine Hafenstadt mit rund 31.000 Einwohnern (Stand 2016) im australischen Bundesstaat Victoria. Sie ist die Hauptstadt des lokalen Verwaltungsgebiets City of Warrnambool.
Die größte Stadt im Westen Victorias wurde 1840 als Wal- und Robbenfängersiedlung gegründet. Aufgrund des natürlichen Hafens eignete sie sich gut für eine permanente Siedlung. Der Name entstammt der Sprache der Aborigines und war die Bezeichnung für einen in der Nähe befindlichen Vulkankegel. 1849 wurde ein Postamt eröffnet. Während des Victorianischen Goldrauschs in den 1850er Jahren erlebte die Stadt einen Boom und die Bevölkerungszahl wuchs stark an.
Wirtschaftlich lebt Warrnambool heute von der Landwirtschaft sowie vom Tourismus. Der Ort gilt als Ausgangspunkt für Reisen entlang der Küstenstraße der Great Ocean Road Richtung Osten und Westen nach Port Fairy und Portland. Die Stadt liegt am westlichen Ende des bekanntesten Teils der Great Ocean Road.
Hauptattraktion ist das Flagstaff Hill Maritime Museum & Village, ein nachgebauter Hafen aus viktorianischer Zeit mit Bauten und Schiffen jener Epoche. In der angrenzenden Surf-Bucht können Südkapern (Southern Right Whales), eine Glattwal-Art beim Kalben beobachtet werden.

## Persönlichkeiten

### Söhne und Töchter der Stadt
- Michelle Ferris (* 1976), Radsportlerin
- Christian Ryan (* 1977), Ruderer
- Marc Leishman (* 1983), Profigolfer

### Persönlichkeiten mit Bezug zur Stadt
- Joseph Archibald (1823–1909), Gründer und erster Kurator des Warrnambool Museums
- Bianca Hammett (* 1990), Synchronschwimmerin
- Airbourne (gegründet 2001), Hard-Rock-Band

## Klima
|                       | Jan  | Feb  | Mär  | Apr  | Mai  | Jun  | Jul  | Aug  | Sep  | Okt  | Nov  | Dez  |   |      |
| Mittl. Tagesmax. (°C) | 24,2 | 24,8 | 23,0 | 20,1 | 16,6 | 14,2 | 13,5 | 14,3 | 15,9 | 17,8 | 20,3 | 22,5 | ⌀ | 18,9 |
| Mittl. Tagesmin. (°C) | 11,5 | 12,3 | 10,5 | 8,7  | 7,2  | 5,8  | 5,4  | 5,7  | 6,6  | 7,0  | 8,9  | 10,0 | ⌀ | 8,3  |

| 11,5 |

| 12,3 |

| 10,5 |

| 8,7 |

| 7,2 |

| 5,8 |

| 5,4 |

| 5,7 |

| 6,6 |

| 7,0 |

| 8,9 |

| 10,0 |

| 11,5 |

| 12,3 |

| 10,5 |

| 8,7 |

| 7,2 |

| 5,8 |

| 5,4 |

| 5,7 |

| 6,6 |

| 7,0 |

| 8,9 |

| 10,0 |